# Путтинати, Алессандро
Алессандро Путтинати (итал. Alessandro Puttinati; 26 января 1801, Верона — 1 июля 1872, Милан) — итальянский скульптор, ученик Торвальдсена.

## Биография
Уроженец Вероны, сын медальера и гравёра Франческо Путтинати. Обучался в миланской академии Брера у Камилло Пачетти, затем был учеником Бертеля Торвальдсена в Риме. Закончив своё обучение, около 1823 года вернулся в Милан, где выиграл государственный конкурс скульптур с терракотовой группой «Аполлон и Гиацинт» (ныне  хранится в миланской Галерее современного искусства). 
В Милане Путтинати создал ряд небольших скульптурных портретов в полный рост, изображающих современных ему художников и писателей (Д’Адзельо, Айец, Мольтени, Райберти). С 1824 по 1837 год он работал в Миланском соборе, для которого выполнил семь статуй. Путтинати также участвовал в создании скульптурного декора для Арки Мира в Милане. 
В 1867 году Путтинати создал первый, ещё прижизненный, памятник Гарибальди для города Луино (Ломбардия). Кроме того, создал ещё ряд памятников,  и множество небольших каминных статуэток, предназначенных для тиражирования.
Однако, наиболее известной его работой считается полномасштабная скульптура «Паоло и Франческа». 
Путтинати скончался в 1872 году и был похоронен на Монументальном кладбище Милана.

## Галерея

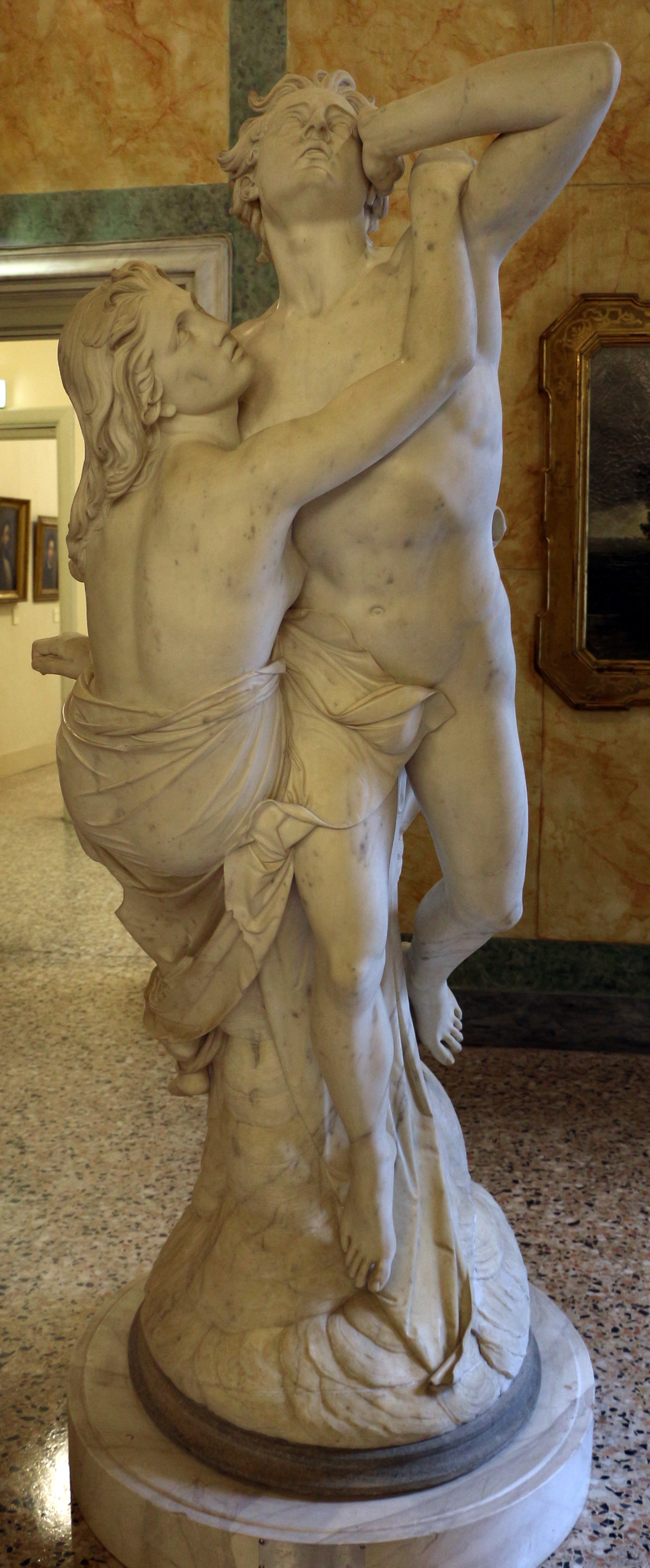
«Паоло и Франческа», общий вид скульптуры. Галерея современного искусства (Вилла Реале), Милан.
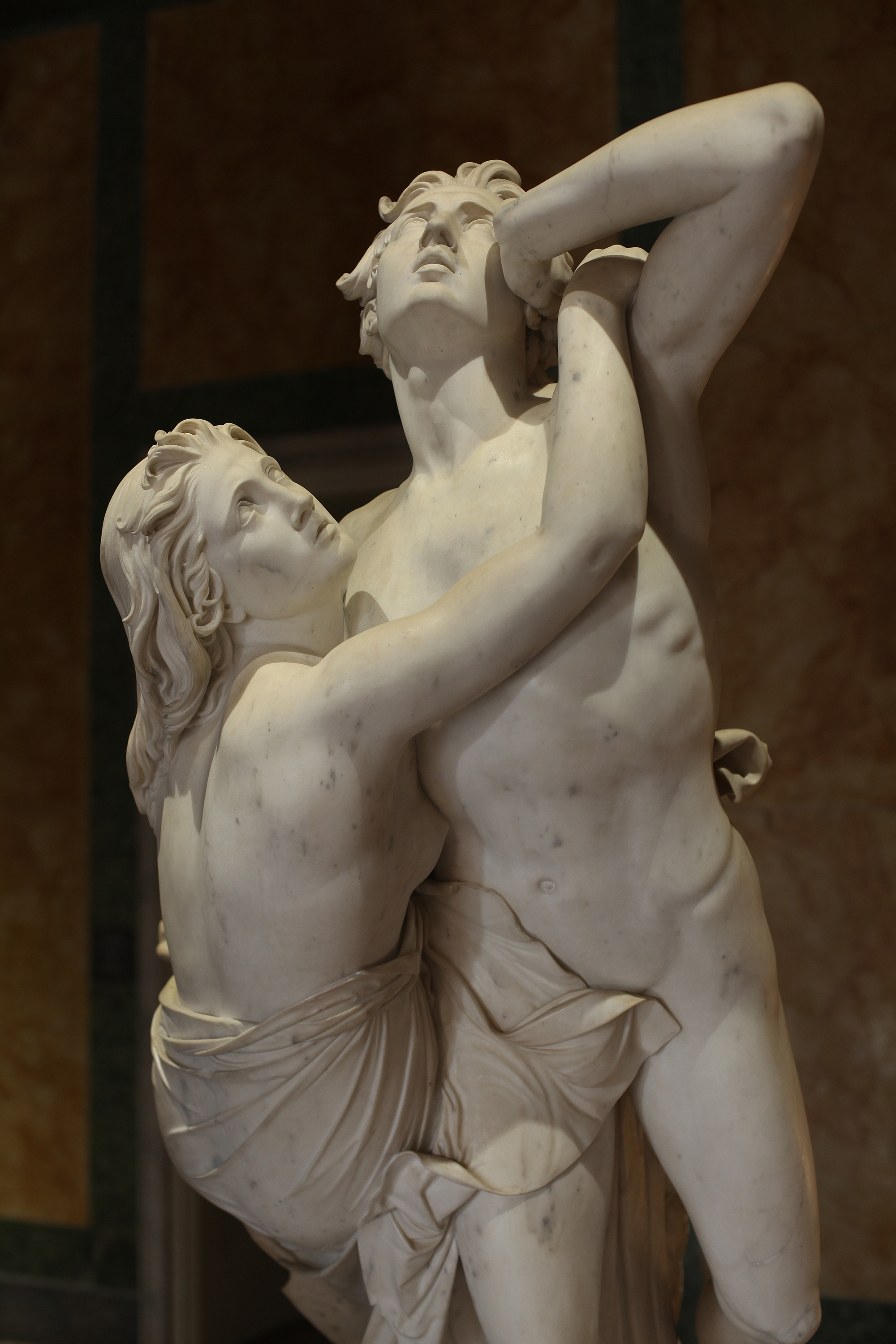
«Паоло и Франческа», крупный план.
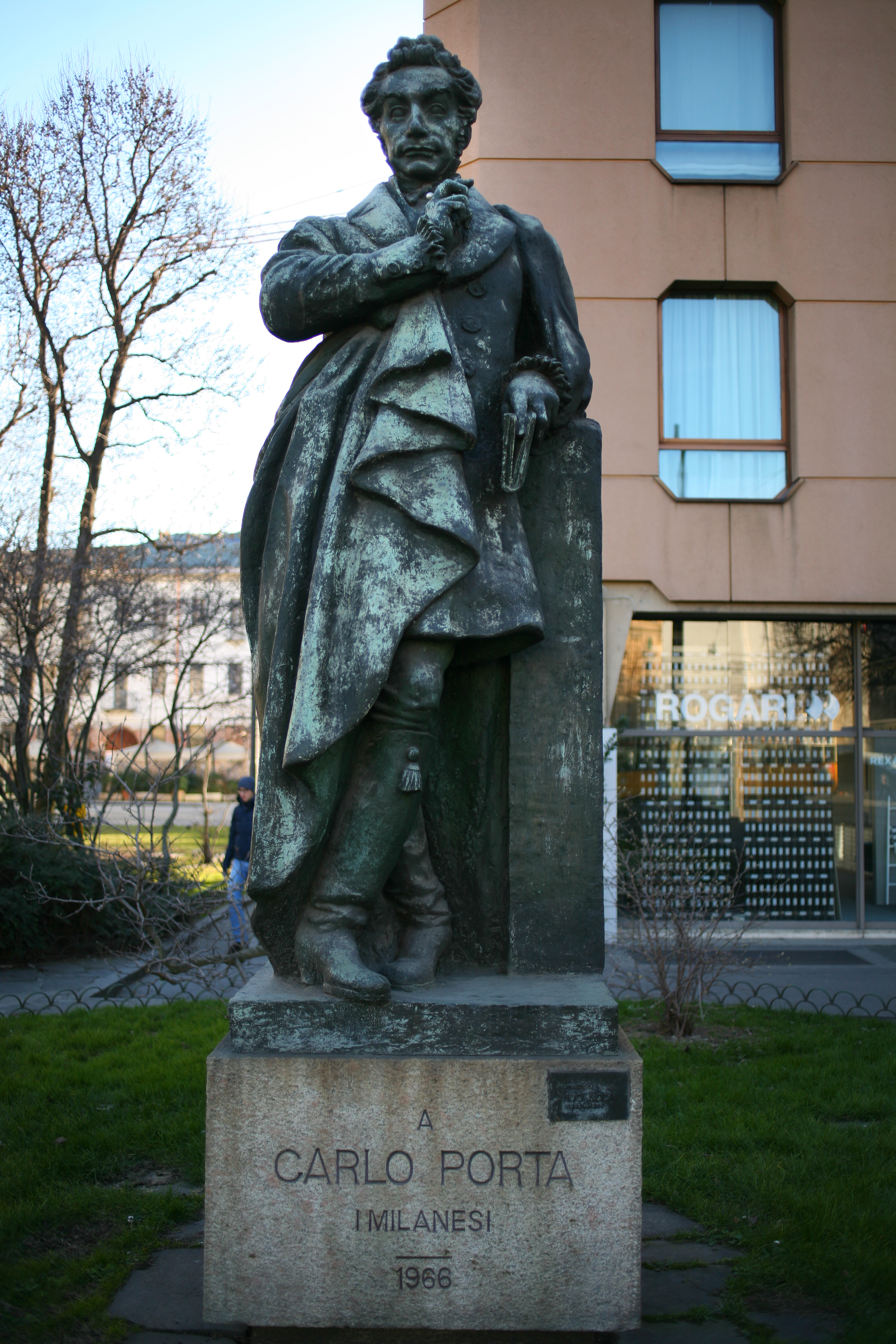
Памятник поэту Карло Порта (бронзовая копия оригинального мраморного памятника, утраченного при бомбардировках 1943 года), Милан.
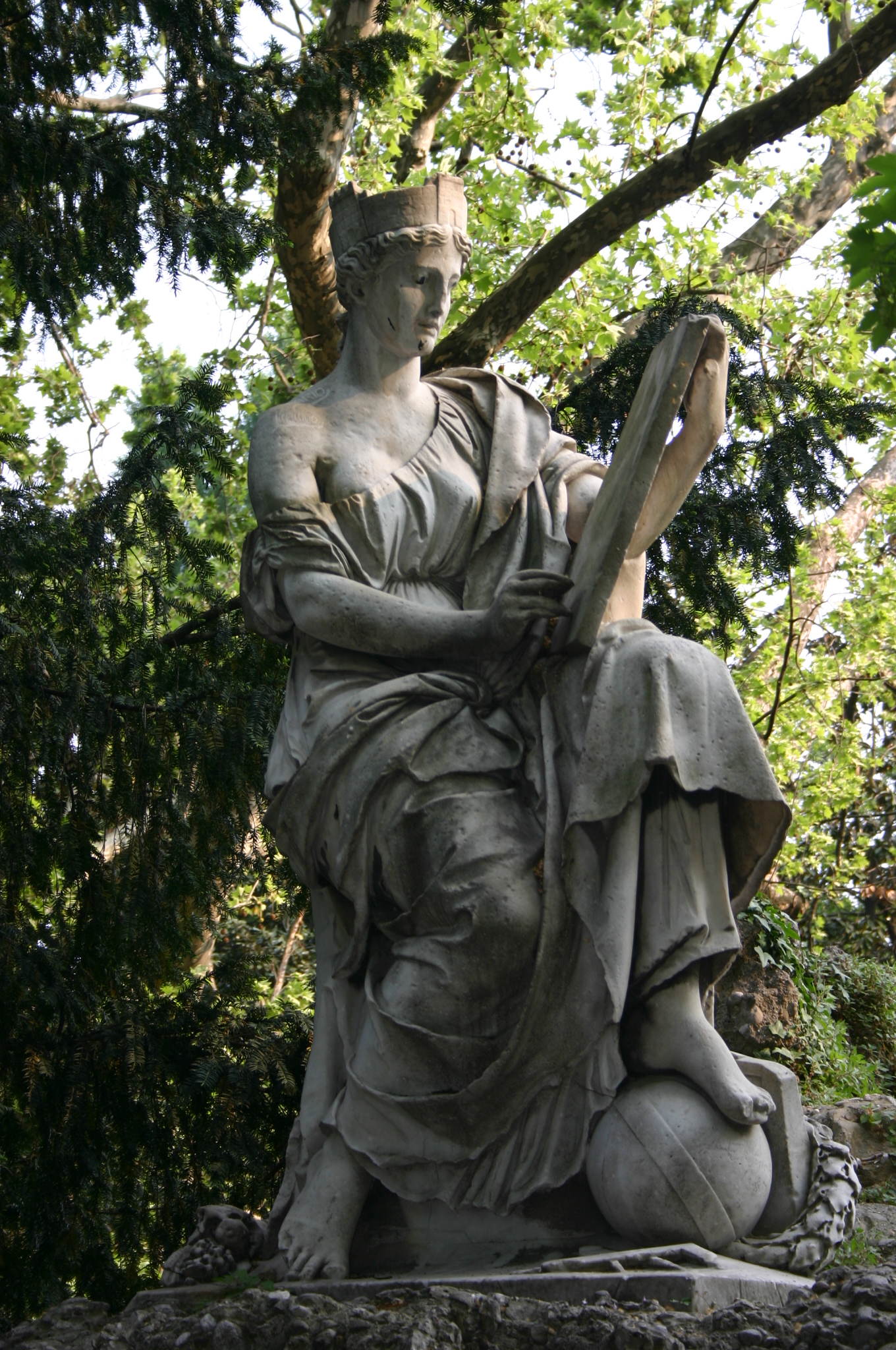
Аллегория Италии, Милан.